# 天蝎座V906
天蝎座V906，又名CD-3412226，HD 162724、SAO 209428、HR 6662，是天蝎座的一颗恒星，视星等为5.96，位于銀經355.9，銀緯-4.49，其B1900.0坐标为赤經17h 47m 14.7s，赤緯-34° -4.49′ 47″。